# Fast Fingers
Fast Fingers — дебютний студійний альбом американського блюзового музиканта Джиммі Докінса, випущений лейблом Delmark в 1969 році. 

## Опис
Записаний 28 вересня 1968 і 21 січня 1969 року на студії Sound Studios в Чикаго (Іллінойс). У записі альбому Джиммі Докінсу (вокал, гітара) акомпанували гітарист Майті Джо Янг, піаніст Лафаєтт Лік та тенор-саксофоніст Едді Шоу. Альбом був удостоєний нагороди «Grand Prix du Disque» в номінації «Найкращий блюзовий альбом року».

## Список композицій
1. «It Serves Me Right to Suffer» (Джон Лі Хукер) — 4:07
2. «I Wonder Why» (Джиммі Докінс) — 3:05
3. «I'm Good for Nothing» (Джиммі Докінс) — 5:12
4. «Triple Trebles» (Джиммі Докінс) — 2:42
5. «I Finally Learned a Lesson» (Джиммі Докінс) — 3:43
6. «You Got to Keep on Trying» (Джиммі Докінс) — 4:12
7. «Night Rock» (Джиммі Докінс) — 3:26
8. «Little Angel Child» (Джиммі Докінс) — 3:55
9. «I Don't Know What Love Is» (Джиммі Докінс) — 5:57
10. «Breaking Down» (Джиммі Докінс) — 5:31
11. «Sad and Blues» (Джиммі Докінс) — 4:51
12. «Back Home Blues» (Джиммі Докінс) — 3:30

## Учасники запису
- Джиммі Докінс — гітара, вокал
- Едді Шоу — тенор-саксофон
- Майті Джо Янг — ритм-гітара
- Лафаєтт Лік — фортепіано, орган (1)
- Ернест Гейтвуд — бас (2, 3, 4, 6, 9,10)
- Джо Гарпер — бас (1, 5, 7, 8, 11, 12)
- Лестер Дорсі — ударні

Технічний персонал
- Роберт Кестер — продюсер
- Стівен Вагнер — продюсер
- Дейв Етлер — інженер
- Кейт Годдінотт — дизайн обкладинки
- Рей Флерлейдж, Джиммі Пауелл — фотографія обкладинки